# فؤاد محمود الربیعه
فؤاد محمود الربیعه (زادهٔ ۲۴ ژوئن ۱۹۵۹) یک کویتی است که در بازداشتگاه گوانتانامو در کوبا، تحت کنترل ایالات متحده آمریکا، از مه ۲۰۰۲ تا دسامبر ۲۰۰۹ نگهداری می‌شد. شمارهٔ سریال بازداشت وی در گوانتانامو ۵۵۱ بود.
الربیعه پیش از بازداشت ناعادلانه و استردادش، یکی از مدیران اجرایی شرکت هواپیمایی ملی کویت بود. او در ایالات متحده آمریکا تحصیل کرده بود و خود را دوستدار آمریکا توصیف می‌کرد. وی همچنین یک نیکوکار بود و همراه با اعضای خانواده‌اش، به‌طور منظم از فعالیت‌های خیریه‌ای که به آن‌ها کمک کرده بودند، به‌صورت حضوری بازدید می‌کردند. او به‌صورت معمول، پیش از کمک مالی و پس از آن، سفرهای میدانی مقدماتی و پیگیری انجام می‌داد تا از روند پروژه‌ها اطمینان حاصل کند. در سال ۲۰۰۱، او سفر خود به افغانستان را به‌عنوان یک مأموریت خیریه توصیف کرده بود.
الربیعه قرار بود در سال ۲۰۰۸ در برابر کمیسیون نظامی گوانتانامو محاکمه شود، اما تمامی اتهامات در سال ۲۰۰۹ رد شدند.
در سپتامبر ۲۰۰۹، دادخواست حبس ناعادلانه الربیعه به نتیجه رسید و قاضی دادگاه ناحیه‌ای ایالات متحده آمریکا دستور آزادی فوری او را صادر کرد. آزادی او در تاریخ ۹ دسامبر ۲۰۰۹ انجام شد. وکلای الربیعه از رئیس‌جمهور باراک اوباما خواستند از طرف ایالات متحده عذرخواهی کرده و «غرامت مناسبی» بابت رنج و محنتی که متحمل شد به او پرداخت کند.

## کمیسیون نظامی گوانتانامو
در تاریخ ۲۲ اکتبر ۲۰۰۸، دفتر کمیسیون‌های نظامی اتهاماتی را علیه فؤاد الربیعه و فایز الکندری مطرح کرد.
در ۱۲ اوت ۲۰۰۹، ستوان فرمانده کوین بوگوسکی، وکیل مدافع فؤاد الربیعه اعلام کرد که مجوز سفر او به کویت از سوی مقامات ایالات متحده نگه داشته شده است.
تمامی اتهامات در سال ۲۰۰۹ لغو شدند.

## وزن فؤاد الربیعه
اسنادی که هنگام طرح اتهامات علیه فؤاد الربیعه منتشر شدند، شامل وزن‌هایی بود که توسط کارکنان پزشکی اردوگاه ثبت شده بودند.

## شکنجه
سی‌ان‌ان مقاله‌ای بر پایهٔ مصاحبه با فؤاد و دیگر زندانیان سابق گوانتانامو منتشر کرد که عنوان آن بود: «زندانیان سابق گوانتانامو از اعترافات زیر شکنجه می‌گویند».
الربیعه به جنیفر فنتون گفت که ابتدا توسط نیروهای ائتلاف شمال شکنجه شده، سپس در بازداشتگاه قندهار، پس از آن در نقطهٔ جمع‌آوری بگرام و در نهایت در گوانتانامو مورد شکنجه قرار گرفته است. او به فنتون گفت که بیش از ۲۰۰ بار مورد بازجویی قرار گرفته که این بازجویی‌ها با «شکنجه‌های فراوان» همراه بوده‌اند.
الربیعه به فنتون نسخه‌ای از یک نامهٔ دو صفحه‌ای نشان داد که در تورا بورا پیدا شده بود و تحت شکنجه مجبور شده بود اعتراف کند که آن را نوشته است. نویسندهٔ نامه ادعا کرده بود که او و پسرش عبدالله در سال ۱۹۹۱ رهبری یک حمله در افغانستان را برعهده داشتند. با این حال، در حالی که نام پسر الربیعه واقعاً عبدالله است، او در سال ۱۹۹۱ تنها یک‌ساله بود.
الربیعه به فنتون گفت که زمانی شروع به اعتراف به تمامی اتهامات بازجویان کرد که یکی از آن‌ها از او پرسید: «می‌خواهی به خانه‌ات برگردی اما یک معتاد باشی؟» او این جمله را یکی از تهدیدهایی دانست که باعث شد دست به اعترافات دروغین بزند.

## بازگرداندن
در ۱۲ مه ۲۰۰۷، روزنامهٔ کویت تیمز گزارش داد که کویت و ایالات متحده مذاکرات دربارهٔ بازگرداندن باقی‌ماندهٔ زندانیان کویتی به توافق رسیده‌اند.

## آزادی فوری
آقای الربیعه هرگز نمی‌تواند هشت سالی را که در خلیج گوانتانامو از دست داد، باز پس گیرد – و ایالات متحده نباید به‌سادگی روی برگرداند و این را فراموش کند.— وکیل او، دیوید سینامون
در ۱۷ سپتامبر ۲۰۰۹، قاضی دادگاه منطقه‌ای ایالات متحده کالین کولار-کوتلی حکم داد که دیگر نمی‌توان الربیعه را تحت مجوز استفاده از نیروی نظامی علیه تروریست‌ها بازداشت کرد و دستور آزادی او از بازداشت در خلیج گوانتانامو را صادر کرد.
او در ۹ دسامبر ۲۰۰۹ بازگردانده شد. وزارت دادگستری ایالات متحده اعلام کرد که او از بازداشتگاه خلیج گوانتانامو به کنترل دولت کویت منتقل شده است. این انتقال طبق توافقی میان ایالات متحده و دولت کویت انجام گرفت. ایالات متحده اعلام کرد که به مشاوره با دولت کویت در خصوص وضعیت الربیعه ادامه خواهد داد.